# Castillo de Miravet (Cabanes)
El castillo de Miravet, situado en el término municipal de Cabanes (Provincia de Castellón, España) sobre un cerro junto Carretera de Cabanes a Oropesa, es una construcción islámica con reformas de arquitectura medieval.
Su primitivo origen es desconocido, pero sus inmediaciones estaban ya habitadas en la época prehistórica según nos revelan varios yacimientos de la época eneolítica, así como también se ha pretendido por algún historiador identificar el lugar del castillo con la mansión de Ildum de los itinerarios romanos, sin que hasta el presente haya plena confirmación de ello.

## Historia
Los datos auténticamente históricos comienzan en la época del Cid Campeador, quien lo conquistó a los musulmanes en el año 1091 y desde 1093 a 1103 lo poseyeron varios gobernadores nombrados por Sancho Ramírez y Pedro I de Aragón con el fin de contener la invasión de los almorávides, pero no se consolidó la conquista.
Poco más de un siglo después del mencionado señorío aragonés en este territorio se inició la conquista definitiva por Jaime I. Ya en 1178 el rey Alfonso II había prometido a la catedral de Tortosa varias donaciones en este territorio para cuando se conquistase a los moros, pero es en el reinado de Jaime I cuando se consolida la conquista y la plena confirmación de estas donaciones para interesar al obispo y cabildo de Tortosa en la conquista definitiva del territorio y agradecerles la ayuda prestada. Así pues, el 27 de abril de 1224, estando el rey en Huesca, confirma los antiguos términos del Obispado de Tortosa y las donaciones de diversos castillos, y en la misma fecha, un año después (27 de abril de 1225), desde Tortosa otorga al obispo Poncio de Torrella dos nuevos documentos de donación de los castillos de Miravet, Zufera y Fadrell, cuyos términos fija, donación que vuelve a confirmar el 3 de septiembre de 1225 al mismo Don Poncio durante el infructuoso asedio de Peñíscola para agradecerle nuevamente la ayuda que en el cerco le presta el prelado tortosino.
Después de estas noticias documentales sabemos por la crónica real o "Llibre dels feyts" que en julio de 1233 se rindió Burriana y, como consecuencia de este hecho, cayeron a finales del mismo verano los castillos de Borriol, Cuevas de Vinroma, Vilafames y Alcalatén, por lo que supone que en estas mismas fechas se rendirían también Miravet y Zufera. Posiblemente Miravet, si atendemos a su etimología, debió ser un monasterio de monjes guerreros musulmanes dedicados a la guerra santa, y seguramente Zufera (con significado de "el peñasco") parece ser el enigmático Azafuz citado en un documento de Pedro I del año 1100 y, como tal entidad, quedó absorbido por el vecino y prepotente Miravet después de la conquista.
Una vez conquistados Miravet y Zufera se dedicó el valeroso prelado tortosino Poncio de Torrella (1213-1254) a repoblar de cristianos todo el territorio, cuyo distrito estaba constituido, además de los ya citados castillos, por el castillo de Albalat, la villa de Cabanes y los lugares que fueron después Bell-lloc o Benlloch y Torreblanca. Cabanes se pobló en 1243, Benlloch en 1250 y Albalat y Torreblanca en fechas hasta ahora desconocidas, pero antes de 1350.
En marzo de 1245 Berenguer de Trago y Guillermo Berdén, árbitros nombrados por el Obispo Poncio y el maestre del Temple, delimitaban los términos de los castillos de Xivert, Miravet y Oropesa, en 1262 se dirimen las cuestiones que tenían el maestre de la Orden del Temple y el Obispo y Cabildo de Tortosa sobre la propiedad de los términos del castillo de Miravet y Zufera y en 1285 y 1333 se pronuncian sendas sentencias arbitrales sobre la fijación de límites entre los castillos de Miravet y Montornés, pedidas y aceptadas por sus respectivos señores.
Al llegar el siglo XVI era notoria la pujanza de la villa de Cabanes en contraste con estas poblaciones limítrofes, por cuyo motivo Albalat y Miravet, con sus respectivos términos, se unieron a Cabanes en un acto solemne, ante el notario Pedro Soler, celebrado en la Casa de la Sal, partida de Albalat, el 5 de julio de 1575.

## Descripción

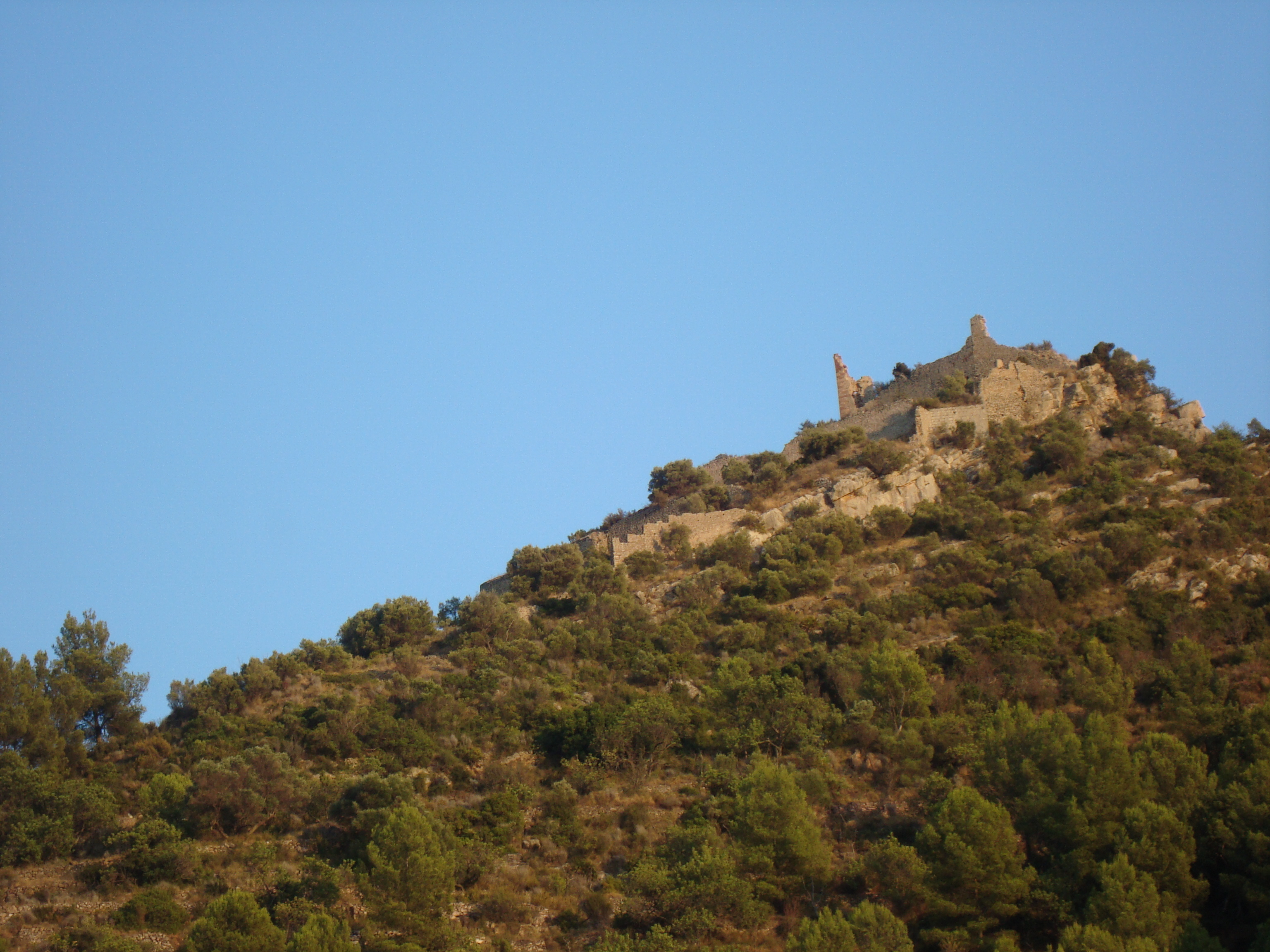
Castillo de Miravet, Cabanes

El castillo, pertenece a los denominados castillos montanos, situados en terreno montañoso con accesos entre 30° y 60°. 
Su planta es irregular dispersa distribuida sobre un eje longitudinal lateral. Poseyó un foso artificial que lo defendía en su parte más asequible. El castillo mantiene sus muros laterales, sus defensas previas, restos de torres y algunas dependencias internas y almenas. 
Tuvo doble recinto inferior donde se hallan restos arquitectónicos, vestigios de viviendas de su antiguo poblado y la arruinada iglesia de San Martín y San Bartolomé. 
Se conservan varios arcos apuntados y de medio punto.